# العلاقات الأوزبكستانية البيلاروسية
العلاقات الأوزبكستانية البيلاروسية هي العلاقات الثنائية التي تجمع بين أوزبكستان وروسيا البيضاء.

## مقارنة بين البلدين
هذه مقارنة عامة ومرجعية للدولتين:
| وجه المقارنة                                              | أوزبكستان       | روسيا البيضاء                    |
| --------------------------------------------------------- | --------------- | -------------------------------- |
| المساحة (كم2)                                             | 448.98 ألف      | 207.60 ألف                       |
| عدد السكان (نسمة)                                         | 32.39 مليون     | 9.50 مليون                       |
| الكثافة السكانية (ن./كم²)                                 | 72.14           | 45.76                            |
| العاصمة                                                   | طشقند           | مينسك                            |
| اللغة الرسمية                                             | اللغة الأوزبكية | اللغة البيلاروسية، اللغة الروسية |
| العملة                                                    | سوم أوزبكستاني  | روبل بلاروسي                     |
| الناتج المحلي الإجمالي (بليون دولار)                      | 48.72 مليار     | 54.44 مليار                      |
| الناتج المحلي الإجمالي (تعادل القوة الشرائية) بليون دولار | 190.50 مليار    | 168.35 مليار                     |
| الناتج المحلي الإجمالي الاسمي للفرد دولار أمريكي          | 2.13 ألف        | 5.74 ألف                         |
| الناتج المحلي الإجمالي للفرد دولار أمريكي                 | 5.57 ألف        | 18.18 ألف                        |
| مؤشر التنمية البشرية                                      | 0.675           | 0.798                            |
| رمز المكالمات الدولي                                      | +998            | +375                             |
| رمز الإنترنت                                              | .uz             | .by، .бел                        |
| المنطقة الزمنية                                           | ت ع م+05:00     | ت ع م+03:00                      |

## منظمات دولية مشتركة
يشترك البلدان في عضوية مجموعة من المنظمات الدولية، منها:
| علم المنظمة | اسم المنظمة                               | تاريخ انضمام أوزبكستان | تاريخ انضمام روسيا البيضاء |
| ----------- | ----------------------------------------- | ---------------------- | -------------------------- |
|             | منظمة الأمن والتعاون في أوروبا            | 30 يناير 1992          | 30 يناير 1992              |
|             | مؤسسة التمويل الدولية                     | 30 سبتمبر 1993         | 2 نوفمبر 1992              |
|             | منظمة حظر الأسلحة الكيميائية              | ?                      | ?                          |
|             | الأمم المتحدة                             | 2 مارس 1992            | 24 أكتوبر 1945             |
|             | الاتحاد الدولي للاتصالات                  | 10 يوليو 1992          | 7 مايو 1947                |
|             | منظمة الشرطة الجنائية الدولية             | ?                      | ?                          |
|             | البنك الدولي للإنشاء والتعمير             | 21 سبتمبر 1992         | 10 يوليو 1992              |
|             | الاتحاد البريدي العالمي                   | ?                      | ?                          |
|             | المركز الدولي لتسوية المنازعات الاستشارية | 25 أغسطس 1995          | 9 أغسطس 1992               |
|             | وكالة ضمان الاستثمار متعدد الأطراف        | 4 نوفمبر 1993          | 3 ديسمبر 1992              |
|             | يونسكو                                    | 26 أكتوبر 1993         | 12 مايو 1954               |

## أعلام
هذه قائمة لبعض الشخصيات التي تربطها علاقات بالبلدين:
- فيتالي دينيسوف (لاعب كرة قدم أوزبكستاني، 23 فبراير 1987 – )

## وصلات خارجية
- موقع وزارة الخارجية الأوزبكستانية
- موقع وزارة الخارجية البيلاروسية